# Aspidostemon fungiformis
Aspidostemon fungiformis är en lagerväxtart som beskrevs av Van der Werff. Aspidostemon fungiformis ingår i släktet Aspidostemon och familjen lagerväxter. Inga underarter finns listade i Catalogue of Life.